# 다이쇼촌 (나가사키현)
다이쇼촌(大正村)은 나가사키현 미나미타카키군에 있던 촌이다.

## 역사
- 1889년 4월 1일 - 정촌제 시행에 의해 미나미타카키군 이후쿠촌, 고베촌이 성립하였다.
- 1926년 7월 1일 - 이후쿠촌, 고베촌이 합병해 다이쇼촌이 성립하였다.
- 1955년 9월 25일 - 시마바라 철도 다이쇼역이 개업하였다.
- 1956년 9월 25일 - 사이고촌과 합병해 미즈호촌이 성립하여, 다이쇼촌은 소멸하였다.

## 교통

### 철도
- 시마바라 철도
  - 시마바라 철도선

## 참고문헌
- 角川日本地名大辞典 42 長崎県
- 長崎県南高来郡町村要覧．上編 「伊福村」、「古部村」（1893年）国立国会図書館デジタルコレクション